# The Magic Numbers
The Magic Numbers är ett brittiskt fyrmannaband från Ealing, London, England. Det består av de två syskonparen Stodart (Romeo, född 1978, och Michele, född 1983) och Gannon (Sean, född 1976, och Angela, född 1984) som bildade bandet efter att Romeo och Sean börjat skriva låtar tillsammans. Bandet fick skivkontrakt med skivbolaget Heavenly Records 2004 och deras självbetitlade debutskiva gavs ut 13 juni 2005.
Musiken är influerad av 1960- och 1970-talens amerikanska folkpop som till exempel The Mamas and the Papas och The Band. I flera av låtarna sjunger huvudsångaren Romeo duett med melodicaspelaren Angela, och vokalharmonierna och de många tempoväxlingarna i den melodiska pop/rocken präglar genomgående låtarna på debutalbumet.
Bandet blev omtalat när de den 10 augusti 2005 helt oväntat lämnade det populära brittiska TV-programmet Top of the Pops, efter att programledaren Richard Bacon under repetitionerna skämtsamt kallat dem en "stor, fet smältdegel av talang". Bacon har i efterhand förklarat att ordet "fet" avsåg bandets storhet, inte bandmedlemmarnas fysik.

## Bandmedlemmar
- Romeo Stodart – gitarr, sång
- Michele Stodart – basgitarr, sång
- Angela Gannon – slagverk, melodika, sång
- Sean Gannon – trummor

## Diskografi

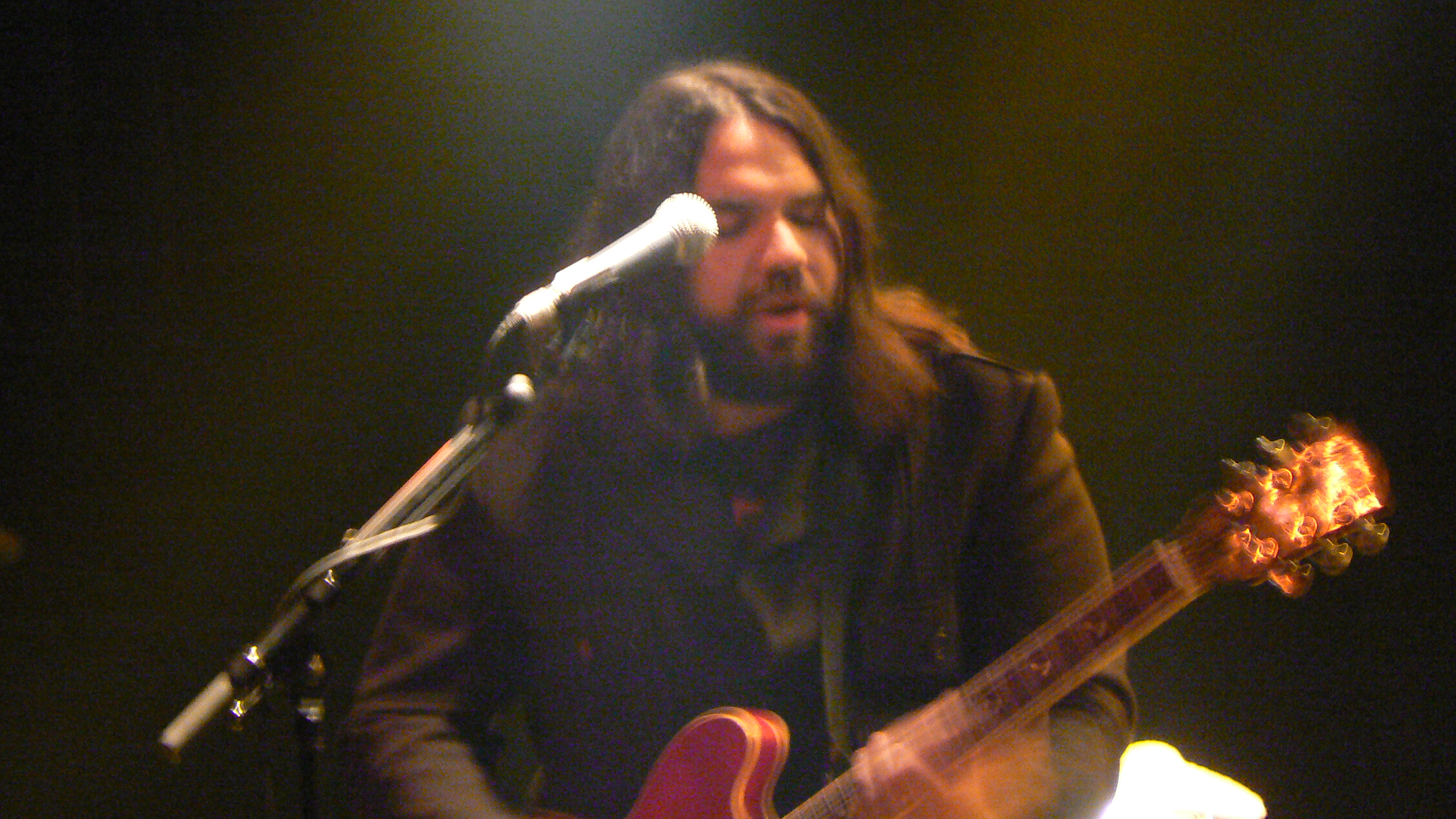
Romeo Stodart spelar med The Magic Numbers i Amsterdam 2006

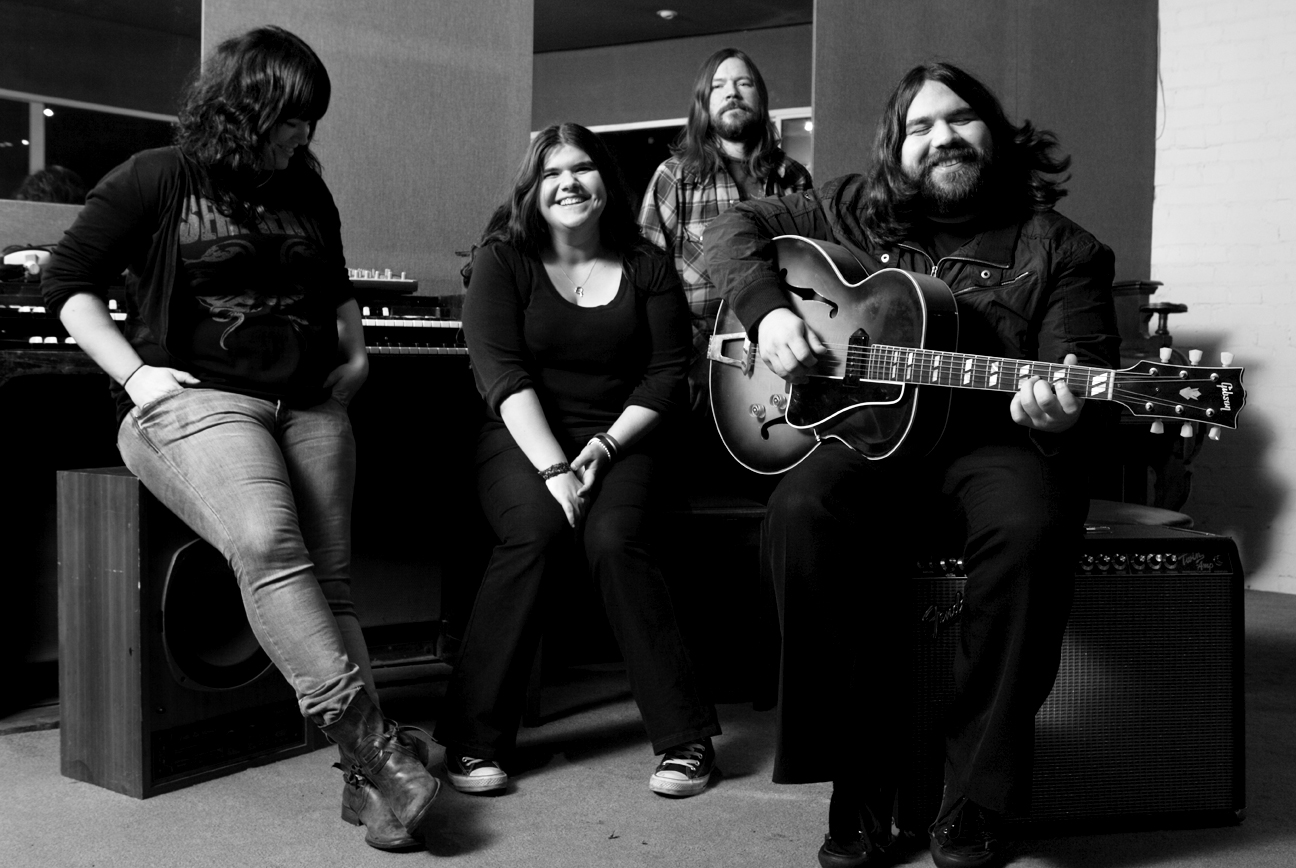
The Magic Numbers (2009)

### Album
Studioalbum
- The Magic Numbers (2005)
- Those the Brokes (2006)
- The Runaway (2010)
- Alias (2014)
- Outsiders (2018)

Livealbum
- Live At Kentish Town Forum 9th February 2007 (2007)
- Live At Kentish Town Forum 10th February 2007 (2007)

### Singlar och EPs
EPs
- Undecided EP (2007)
- The Pulse EP (2010)

Singlar
- "Hymn For Her" / "Oh Sister" (2004)
- "Forever Lost" (2005)
- "Love Me Like You" (2005)
- "Love's A Game" (2005)
- "I See You, You See Me" (2006)
- "Take a Chance" (2006)
- "This is a Song" (2007)